# The Script
I The Script sono un gruppo pop rock irlandese formatosi a Dublino nel 2001. La band è attualmente composta da Danny O'Donoghue (voce, pianoforte, tastiere, basso, sintetizzatore) e Glen Power (batteria). Ne era stato membro e fondatore Mark Sheehan (chitarra), morto il 14 aprile 2023.
Riconosciuta dalla IRMA come la band del decennio per aver ottenuto il maggior numero di brani e album in classifica rispetto qualsiasi altro gruppo o artista irlandese tra il 2010 e il 2019, i The Script hanno ottenuto ampio successo internazionale, vendevo globalmente oltre 20 milioni di copie, vedendo i propri album esordire sei volte alla prima posizione della classifica britannica, oltre che tra le prime dieci posizioni nella classifica australiana e statunitense.

## Storia del gruppo
I primi due componenti del gruppo, Danny e Mark, sono inizialmente produttori e lavorano con Dallas Austin e Teddy Reilly. Dopo una lunga permanenza negli Stati Uniti, i due giovani decidono di tornare a Dublino, dove reclutano Glen, terzo ed ultimo membro del gruppo, formando i The Script.
Ad aprile 2008 viene poi pubblicato We Cry, singolo di debutto del gruppo: il brano ottiene una massiccia programmazione radiofonica in tutta Europa e riceve numerosi riconoscimenti da radio quali BBC Radio 1, RTÉ 2FM e Today FM, entrando nella classifica dei brani più venduti in diversi paesi. We Cry consente quindi ai The Script di farsi conoscere anche al di fuori dal Regno Unito, e permette al loro singolo successivo, The Man Who Can't Be Moved, di ricevere la stessa accoglienza: il singolo esce infatti a settembre 2008, un mese dopo l'album eponimo di debutto The Script, e ne traina le vendite posizionandosi al secondo posto nelle classifiche britanniche, irlandesi, e danesi.
A novembre 2008 la band pubblica invece il suo terzo singolo, Breakeven, che ottiene un buon successo nella classifica dei singoli irlandesi e vince un BMI Pop Award. Grazie al successo dei due primi singoli e del terzo singolo, The Man Who Can't Be Moved, l'album ha venduto oltre un milione di copie secondo IFPI.
A luglio 2010 la band annuncia il suo secondo album, Science & Faith; il suo primo singolo viene estratto ad agosto 2010, seguito dall'album completo a settembre. L'album è il primo del gruppo ad esordire tra le prime dieci posizioni della Billboard 200, Dall'album viene estratto anche il singolo For the First Time, anch'esso vincitore di un BMI Pop Award.
Alla fine di novembre 2011, dopo aver finito il loro Science & Faith Tour, i The Script rivelano quindi di essere al lavoro su un terzo album: il suo nome, #3, viene svelato il 2 giugno 2012 tramite un messaggio sull'account Twitter del gruppo. La sua uscita è avvenuta a settembre 2012, preceduta dalla pubblicazione del singolo Hall of Fame il 19 agosto in collaborazione con Will.i.am.
Il 7 giugno 2013 si sono esibiti davanti alla Regina Elisabetta nel corso della trasmissione radiofonica BBC Live Lounge in cui hanno eseguito una cover di "Heroes" di David Bowie.
Il 18 luglio 2014 la band annuncia il titolo e la copertina del suo quarto album, No Sound Without Silence, pubblicato il 15 settembre 2014. In questa occasione vengono anche annunciati i nomi dei singoli che saranno estratti dall'album: Superheroes, No Good in Goodbye e Man on a Wire. Il 21 luglio 2014 viene pubblicato il video per Superheroes.
Il 14 luglio 2017 esce il singolo Rain, che anticipa l'uscita il 1 settembre 2017 dell'album Freedom Child.
Il 19 settembre 2019 esce il singolo The Last Time, il quale anticipa l'uscita del sesto album Sunsets & Full Moons, pubblicato l'8 novembre 2019.
Il 1º ottobre 2021 esce Tales from The Script, album che raccoglie i successi della band, insieme al singolo inedito I Want It All.
Il 14 aprile 2023 il chitarrista del gruppo, Mark Sheehan, è morto in ospedale all'età di 46 anni.
Il 9 maggio 2024 viene annunciato l'ingresso nel gruppo di due nuovi membri: Ben Sargeant (basso), già turnista regolare della band, e Ben Weaver (chitarra). Pochi giorni dopo viene pubblicato il singolo Both Ways, che anticipa il settimo album Satellites.

## Formazione

### Formazione attuale
- Danny O'Donoghue – voce, pianoforte, tastiere, chitarra ritmica (2002-presente)
- Glen Power – batteria, percussioni, cori (2002-presente)
- Benjamin Sargeant – basso, cori (2024-presente)
- Ben Weaver - chitarra solista, cori (2024-presente)

### In tour
- Curtis Stansfield – tastiera, percussioni, cori (2019-presente)

### Ex membri
- Mark Sheehan – chitarra, cori (2002-2023)
- Rodney Alejandro – pianoforte, tastiera (2012–2017) Ex turnista
- Luke Juby – tastiera, cori (2017-2019) Ex turnista
- Colin Rogers – chitarra solista (2021–2024)

## Discografia

### Album in studio
- 2008 – The Script
- 2010 – Science & Faith
- 2012 – #3
- 2014 – No Sound Without Silence
- 2017 – Freedom Child
- 2019 – Sunsets & Full Moons
- 2024 – Satellites

### Raccolte
- 2021 – Tales from the Script: Greatest Hits

## Premi e riconoscimenti
BMI Film & TV Awards
- 2011 - Pop Award per Breakeven
- 2012 - Pop Award per For the First Time
- 2014 - Pop Award per Hall of Fame

Brit Awards
- 2011 - Candidatura a Best International Group
- 2013 - Candidatura a Best International Group

European Border Breakers Awards
- 2009 - Emerging Artist or Group of the Year

Global Awards
- 2018 - Candidatura a Best Group
- 2018 - Candidatura a Mass Appeal Award

Meteor Ireland Music Awards
- 2009 - Best Irish Band
- 2009 - Best Album per The Script
- 2009 - Candidatura a Best Irish Pop Act
- 2010 - Best Live Performance
- 2014 - Song of the Year per Hall of Fame

Teen Choice Awards
- 2011 - Candidatura al miglior gruppo

World Music Awards
- 2008 - Best Selling Irish Act
- 2012 - Candidatura a Best International Group
- 2014 - Candidatura a World's Best Group
- 2014 - Candidatura a World's Best Live Act
- 2014 - Candidatura a World's Best Album per #3
- 2014 - Candidatura a World's Best Song per Hall of Fame
- 2014 - Candidatura a World's Best Video per Hall of Fame